# Karabin Krag-Petersson
Krag-Petersson – pierwszy karabin powtarzalny wprowadzony na uzbrojenie armii norweskiej. Opracowana przez Olego Hermana Johannesa Kraga zasada działania broni była unikatowa ze względu na dużą charakterystyczną dźwignię przeładowania (wyglądającej jak duży kurek) i sposób dosyłania nabojów do lufy poprzez popchnięcie palcem.
Karabin po intensywnym testowaniu przez wojskowych okazał się bardzo solidny, celny i szybkostrzelny, dlatego też postanowiono przyjąć go na wyposażenie armii norweskiej w 1876 roku. Broń ta testowana była także w innych krajach, ale żadna z armii poza norweską nie przyjęła go na swoje uzbrojenie. Po wycofaniu Krag-Peterssonów w 1900 roku, wszystkie egzemplarze znalazły nabywców na rynku cywilnym, a wiele z nich zostało poddanych różnym przeróbkom. Obecnie bardzo trudno jest znaleźć karabin tego typu w oryginalnym stanie, dlatego też często mówi się o nim jako o karabinie „o którym wszyscy słyszeli, a nikt nie widział”.
Krag-Petersson był pierwszym karabinem konstrukcji Olego Kraga wprowadzonym na uzbrojenie wojska.

## Historia

### Projekt

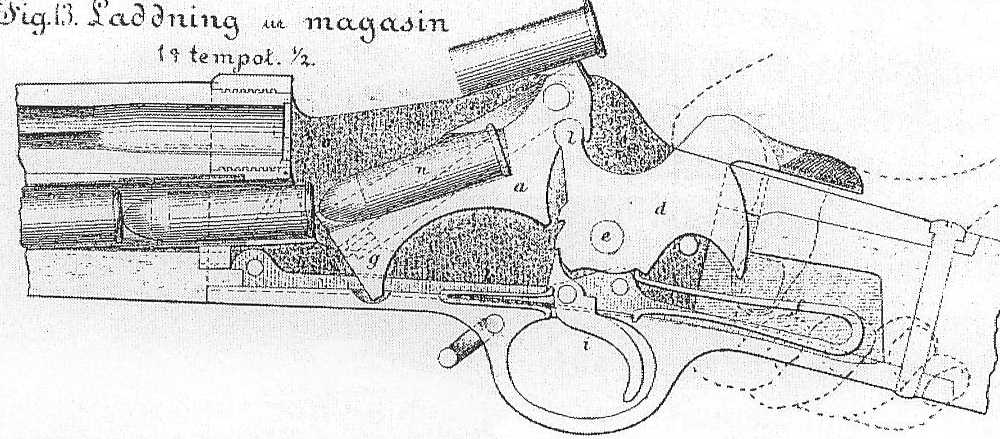
Pusta łuska jest usuwana z komory nabojowej podczas gdy nowy nabój jest wypychany z magazynka we wgłębienie na bloku dosyłacza.

Mechanizm karabinu został opracowany przez Olego Kraga, przy współudziale jego przyjaciela Axela Peterssona, który pomógł skonstruować zamek tej broni. Ole Krag eksperymentował z karabinami powtarzalnymi przez kilku lat zanim skonstruował karabin Krag-Petersson. Jego wcześniejsze modele były przeładowywane umieszczoną z boku broni dźwignią napędzającą umieszczony wewnątrz broni wałek korbowy. Obrócenie dźwigni o ćwierć obrotu w lewo powodowało odryglowanie zamka poprzeczno-suwliwego i jego ruch do tyłu i w dół. Odsuwający się do tyłu zamek wyciągał wystrzeloną łuskę z komory nabojowej, a przesuwając się w dół pozwalał dosłać kolejny nabój z magazynka. W 1871 roku Axel Petersson zasugerował zmianę w projekcie w taki sposób, aby dźwignia przeładowywania oddziaływała na wahliwy blok podający naboje i ryglujący lufę (a więc pełniący funkcję podajnika i zamka), co uczyniło konstrukcję o wiele prostszą i łatwiejszą w obsłudze. Karabin Krag-Petersson, tak jak wszystkie poprzednie konstrukcje Kraga posiadał magazynek rurowy pod lufą.
Zasada działania karabinu Krag-Petersson jest dość prosta w porównaniu do konstrukcji współczesnych. Broń składa się tylko z ośmiu części: komory zamkowej, dźwigni przeładowania, wahliwego bloku zamka, iglicy, dwóch sworzni mocujących dźwignię przeładowania i blok zamka, płytki ze śrubą blokującej sworznie, oraz magazynka rurowego.
Zasada działania karabinu powtarzalnego Krag-Petersson jest następująca: blok zamka obrotowo-wahliwego opada po naciśnięciu dłonią na dźwignię przeładowania. Kiedy blok zamka znajdzie się w dolnej pozycji wyciąg wyrzuca pustą łuskę z komory nabojowej, a nowy nabój z magazynka rurowego o pojemności 10 nabojów, zostaje doniesiony sprężyną w specjalne wgłębienie w bloku zamka, po czym blok nieco się unosi. Nabój leżący we wgłębieniu bloku jest gotowy do dosłania poprzez wepchnięcie kciukiem do komory nabojowej, co powoduje całkowite uniesienie się bloku i zaryglowanie komory. Blok jest unoszony przy pomocy silnej sprężyny, która dość często przycinała skórę na palcu strzelca. Po załadowaniu broń jest gotowa do strzału.

### Testy wojskowe
W 1872 Krag zaprezentował swój projekt norwesko-szwedzkiej Komisji Artyleryjskiej, która pod koniec tego samego roku przedstawiła swoje wnioski i zdecydowała o dalszym testowaniu karabinu. Testy przeprowadzone w latach 1873–1874 wypadły bardzo pomyślnie. W raportach chwalono celność broni, szybkostrzelność i fakt, że wyciąg łusek pracuje bezbłędnie. Powodem ostatniej pochwały był fakt, że wyciąg karabinu Remington M1867 będącego standardowym wyposażeniem armii norweskiej, bardzo często nie wyciągał pustej łuski z komory nabojowej powodując wyłączenie broni z użycia do momentu ręcznego usunięcia łuski.
Podczas testów dowiedziono, że karabin ten nie tylko jest dobrze zaprojektowany i solidnie wykonany, ale także jest zdolny do oddania 18 do 19 strzałów z celowaniem w ciągu minuty, gdy używano go jako jednostrzałowego (ładując broń ręcznie za każdym razem, bez użycia magazynka), a standardowy Remington M1867 tylko 13 strzałów z celowaniem na minutę. Kiedy używano ładowania z magazynka, można było wystrzelić 11 razy (10 nabojów w magazynku i jeden w komorze) w ciągu 25 sekund. Testy zakończono po stwierdzeniu, że nowa broń jest celniejsza niż Remington M1867, chociaż obie strzelały tą samą amunicją i posiadały identyczne lufy. Ponadto nowy karabin okazał się bardzo wytrzymały – jeden z testów polegał na wielokrotnym rzucaniu go z wysokości 4 metrów na kamienne podłoże w celu sprawdzenia, czy żaden z nabojów w magazynku nie eksploduje, co skutkowało powstaniem jedynie powierzchownych uszkodzeń części drewnianych.
Po zakończeniu testów zdecydowano, że próbna partia karabinów Krag-Petersson zostanie przetestowana przez wybrane jednostki wojskowe. Wyprodukowano 30 karabinów i przydzielono do Gwardii Królewskiej w celu wypróbowania ich podczas corocznych ćwiczeń w 1875 roku. Te 30 karabinów różniło się od późniejszych mniejszą o 35 mm długością. Podczas ćwiczeń wystrzelono po około 500 nabojów z każdego egzemplarza broni, łącznie około 15 000. Odrzut broni okazał się bardzo mały w porównaniu do standardowego Remingtona M1867, a szczególnie pochwalono sprawność i niezawodność wyciągu.
Pomimo doskonałych opinii komisja nie zatwierdziła jednak tego karabinu Krag-Petersson na podstawowe wyposażenie armii szwedzkiej i norweskiej głównie dlatego, że strzelał on amunicją uważaną za przestarzałą. W tym samym czasie ta sama komisja rozpoczęła testy karabinu Jarmann M1884. Mimo wszystko, Królewska Marynarka Norwegii zdecydowała się w 1876 roku wprowadzić na swoje uzbrojenie standardowe karabin Krag-Petersson, w miejsce dotychczas używanego przestarzałego karabinu M1860 kammerlader zmodyfikowanego do strzelania amunicją kalibru „4 linjer” bocznego zapłonu. Ponadto było jasne, że jeśli karabin Jarmann zostanie przyjęty na uzbrojenie to trafi on w pierwszej kolejności do armii pozostawiając marynarkę bez nowoczesnej broni na kolejną dekadę.

### Produkcja seryjna
Początkowe zamówienie złożone przez Królewską Marynarkę Norwegii opiewało na 450 karabinów Krag-Petersson, ale później rozszerzono je do 975 sztuk. Broń była zamówiona i dostarczona w kompletach z wymaganym wyposażeniem, takim jak zatyczki do luf, oliwiarki i pasy nośne.
Karabin strzelał norweską amunicją bocznego zapłonu kalibru „4 linjer”, tak samo jak karabiny Remington M1867 używane przez siły zbrojne Norwegii i Szwecji i był wyposażony w identyczną lufę jak Remington. Chociaż amunicja miała kaliber 4 linjer, kaliber lufy wynosił 3,88 linjer (12,17 mm), a pocisku ołowianego bez płaszcza 4,021 linjer (12,62 mm).
Ponieważ główna norweska wytwórnia zbrojeniowa Våpenfabrikk w Kongsberg była zajęta produkcją karabinów Remington M1867 dla norweskiej armii, karabiny Krag-Petersson produkowano częściowo w szwedzkiej fabryce Carl Gustafs Stads Gevärfaktori (numery seryjne od 1 do 200 i od 301 do 700), a częściowo w fińskiej fabryce Carl Johans Vern (numery seryjne od 201 do 300 i 701 do 975). Kilka sztuk (około 17) wyprodukowała Våpenfabrikk w Kongsberg, chociaż były to głównie prototypy i modele rozwojowe powstałe podczas konstruowania karabinu przez Kraga.

### W innych krajach
Karabin Krag-Petersson był jednym z pierwszych karabinów powtarzalnych i wzbudził bardzo duże zainteresowanie tak w Europie jak i reszcie świata. Był testowany przez kilka krajów, ale mimo wielu pochwał i pozytywnych opinii nigdzie, oprócz Norwegii nie przyjęto go do uzbrojenia. Najprawdopodobniej głównym powodem takiej sytuacji był fakt, że broń strzelała przestarzałymi nabojami i wątpliwa była możliwość przerobienia go na nową mocniejszą amunicję.
W 1876 Dania testowała dwa przedprodukcyjne egzemplarze dostarczone z Norwegii, a ponieważ karabin wywarł doskonałe wrażenie, w 1877 roku postanowiono wyprodukować 115 odrobinę zmodyfikowanych karabinów Krag-Peterssons do testów w armii. Mimo doskonałych rezultatów nie zdecydowano się na wprowadzenie ich do uzbrojenia. Ole Krag nie otrzymał żadnych tantiem za karabiny wyprodukowane w Danii, ale później w uznaniu zasług i wysiłków włożonych w rozwój karabinów Krag-Petersson i późniejszego wprowadzonego na uzbrojenie Danii karabinów Krag-Jørgensen w 1889 roku odznaczono go Orderem Dannebrog.
Francja także testowała Krag-Peterssony, wprowadzając do swoich karabinów Kropatschek „odcinacz magazynka” (bez pytania o zgodę norweskiego konstruktora). Jako pewną formę rekompensaty, Krag został odznaczony Legią Honorową. Także Rosja i Brazylia testowały karabin Krag-Petersson, ale również nie zakupiono go.

### Dalsze losy
Karabiny Krag-Petersson pozostały na uzbrojeniu Królewskiej Marynarki Norwegii przez prawie 25 lat wraz z karabinami Jarmann i od 1896 roku Krag-Jørgensen. W roku 1900 jako przestarzałe zostały wycofane i sprzedane na rynku cywilnym, gdzie wiele z nich przebudowano na amunicję centralnego zapłonu, oraz karabiny typu pump-action. Nie są znane warunki sprzedaży tej broni, ale wiadomo, że w 1928 w zbrojowniach pozostało tylko 70 karabinów Krag-Petersson, prawdopodobnie bezużytecznych i ostatecznie złomowanych. Obecnie karabin Krag-Petersson jest wielką rzadkością, a niezmodyfikowane egzemplarze osiągają ceny od 2000 dolarów amerykańskich.
Roald Amundsen zakupił, prawdopodobnie od marynarki norweskiej po 1900 roku, karabin Krag-Petersson o numerze seryjnym 168. Nie wiadomo czy używał go podczas swoich ekspedycji, ale do dziś jest on jednym z eksponatów na żaglowcu-muzeum Fram w Oslo.

## Dane taktyczno-techniczne
Porównanie danych taktyczno-technicznych z innymi karabinami wojskowymi używanymi w analogicznym okresie.
| Karabin                         | Krag-Petersson              | Remington M1867             | Mauser Gewehr 71 | Gras Mle 1874 | Martini-Henry           |
| Skupienie na dystansie 600 m    | 82 cm                       | 96 cm                       | 80 cm            | 89 cm         | niezna                  |
| Odległość strzału bezwzględnego | 300 m                       | 300 m                       | 350 m            | 376 m         | 346 m                   |
| Zasięg skuteczny                | 900 m                       | 900 m                       | nieznany         | nieznany      | 1376                    |
| Szybkostrzelność                | 19 do 28 (patrz artykuł)    | 13                          | nieznana         | nieznana      | 8 do 12                 |
| Pojemność magazynka             | 10                          | brak                        | brak             | brak          | brak                    |
| Kaliber                         | 12,17 × 44 bocznego zapłonu | 12,17 × 44 bocznego zapłonu | 11,15 × 60R      | 11 × 59R      | .577/450 (11,455 × 65R) |
| Prędkość wylotowa               | 381 m/s                     | 381 m/s                     | 430 m/s          | 455 m/s       | 416 m/s                 |
| Długość lufy                    | 951 mm                      | 951 mm                      | nieznana         | nieznana      | 840 mm                  |
| Długość całkowita               | nieznana                    | 1355 mm                     | nieznana         | nieznana      | 1245 mm                 |
| Masa (załadowany)               | nieznana                    | 4,32 kg                     | nieznana         | nieznana      | 3,83 kg                 |

## Bagnet
Do każdego karabinu dostarczano także indywidualnie numerowany bagnet, o numerze takim jak broń. Bagnet ten, nazywany bagnetem szablowym, posiadał ostrze w kształcie litery S tak jak jatagan z wyraźnym rowkiem na głowni, drewnianym uchwytem i kuliście zakończonym mosiężnym jelcem. W porównaniu do dzisiejszych standardów, bagnet ten był raczej duży – o długości 71 cm, z czego długość głowni wynosiła 57 cm. Obecnie znalezienie oryginalnego bagnetu tego typu jest tak samo trudne jak znalezienie samego karabinu Krag-Petersson i jest on bardzo często mylony z bagnetem od Remingtona M1867. Dobrze zachowany oryginalny bagnet osiąga na rynku amerykańskim cenę 1000 dolarów.
Bagnet od karabinu Krag-Petersson był prawie identyczny z bagnetem od Remingtona M1867, ale numer był wybity na jelcu, a nie na głowni. Działo się tak dlatego, że numer bagnetu był przydzielany do broni już po hartowaniu ostrza, a bagnety do karabinu M1867 były numerowane przed hartowaniem. Taki sposób postępowania wynikał z tego, że bagnety były produkowane przez Våpenfabrikk w Kongsberg i wysyłane do Carl Johans Vern w Szwecji gdzie były tylko dopasowywane do broni.